# Круг (фильм, 1972)
«Круг» — советский художественный полнометражный чёрно-белый фильм, снятый Гербертом Раппапортом на киностудии «Ленфильм» в 1972 году. Фильм является продолжением рассказа о службе инспектора ОБХСС Алёшина, начатым в ленте «Два билета на дневной сеанс».

## Сюжет
Инспектор ОБХСС капитан милиции Александр Алёшин, проводя проверку по факту пожара на складе химфармзавода, обнаруживает, что ещё до возгорания опиум, находившийся на складе, был подменён на мел. Подозрение в хищении наркотического вещества первоначально падает на начальника транспортного участка Фролова. Но дальнейшее расследование показывает, что кража и поджог совершены неизвестным водолазом, а организатором хищения является кто-то из работников завода. Также установлен и потенциальный покупатель опиума — иностранный наркоделец Бербат. Заметая следы, преступники пытаются заставить замолчать свидетелей: Фролова шантажируют, а изготовителя специальных контейнеров для переправки опиума за границу, завхоза дядю Гришу, убивают. Далее подозрение в организации преступной группы падает на коммерческого директора химфармзавода Васильцева, он дает противоречивые показания, но как выясняет Алёшин, ложь Васильцева вызвана супружеской изменой. Таким образом, остается только один человек, который мог бы организовать хищение.

## В ролях
- Александр Збруев — Алёшин Александр Иванович, капитан милиции
- Игорь Горбачёв — Николаев Николай Иванович, полковник милиции
- Пётр Горин — Шондыш Семён Петрович, майор милиции
- Алексей Кожевников — Андреев, капитан милиции
- Армен Джигарханян — Фролов Ростислав Сергеевич, начальник транспортного участка
- Евгения Уралова — Фролова Светлана, жена Фролова (озвучила Нина Ургант)
- Николай Рыбников — Васильцев Виктор Степанович, коммерческий директор химфармзавода
- Светлана Немоляева — Васильцева Лара, жена Васильцева
- Светлана Коркошко — Ольга Свешникова, работница химфармзавода
- Пантелеймон Крымов — дядя Гриша (Григорий Тихонович), завхоз
- Роман Громадский — водолаз Миша
- Альгимантас Масюлис — Бербат, «Налим», наркоделец
- Александр Афанасьев — Миронов, начальник ВОХР
- Ольга Аверичева — Юсупова, работница ВОХР
- Андрей Апсолон — кладовщик
- Елена Ванчугова — мамаша прогульщика
- Елена Драпеко — младший сержант ГАИ
- Гелена Ивлева — соседка Фроловых
- Алексей Колобов — пассажир теплохода «Михаил Калинин»
- Галина Стеценко — пассажирка теплохода «Михаил Калинин»
- Владимир Карпенко — эпизод
- Оскар Линд — посетитель столовой
- Алексей Смирнов — посетитель столовой с газетой

## Съёмочная группа
- Сценарий Эдгара Дубровского, Е. Дорогина, при участии Герберта Раппапорта
- Режиссёр-постановщик — Герберт Раппапорт
- Главный оператор — Александр Чиров
- Главный художник — Всеволод Улитко
- Композитор — Александр Мнацаканян

## Оценки фильма
Киновед Валентин Михалкович достаточно подробно рассмотрел фильм в свой статье в журнале «Искусство кино». Он написал, что в фильме «Круг» «взаимоотношения следователя с конкретной действительностью отходят на второй план, на авансцену же выдвигается отношение к ней преступника».

Кинокритик утверждал, что авторы фильма проявляют «предпочтительный интерес не к характерам, а к сюжетным функциям». Он увидел, что «картина полемически направлена против штампов, но на месте одной детективной условности она выдвигает другую».
В энциклопедии «Новейшая история отечественного кино» (2001) утверждается, что актёр Александр Збруев «безусловно украсил собственным присутствием милицейские детективы Герберта Раппапорта („Два билета на дневной сеанс“, „Круг“, „Меня это не касается“)». Однако В. Михалкович обращал внимание на то, что в фильме «Круг» «характер героя интересует сценаристов и режиссёра гораздо меньше, чем хитросплетения фабульной конструкции». «Центральный персонаж здесь важен не сам по себе, — писал критик, — а ценен для авторов как повод для отработки новых моделей детективного сюжета».
«Ольга Свешникова, несмотря на свою обытовлённость, абстрактна, создана для нужд сюжета, а не взята из жизни», — считал В. Михалкович. «А когда не живой человек, а картонная фигура, выдаётся за главного носителя зла, — написал критик, — тогда она … вряд ли даст возможность ощутить „общественные нити и корни преступления“».